# 明貴美加
明貴美加（1964年4月17日—）是日本男性插畫家、遊戲製作者。過去曾自稱是現役女高中生的機械設計師，為給予日本全國模型少年夢想的存在。在自身的著作中介紹到，曾經有讀者在謊報的生日當天，贈送蛋糕到當時有著連載的模型雜誌Model Graphix的編輯部。

## 概要
在Takara『DUAL MAGAZINE』雜誌上擔任過以初心者為對象的塑膠模型製作方法單元之後，於高中時代隸屬於伸童舎，以日昇動畫的機械設計師身分參與了《機動戰士Z GUNDAM》《機動戰士GUNDAM ZZ》《城市獵人》《機動戰士GUNDAM0083》等作品。
由於原本是插畫家、模型玩家的緣故，在模型雜誌Model Graphix畫了許多以在GUNDAM作品中登場的機械為主題的「MS少女」插圖（→現在的中原れい在前述『DUAL MAGAZINE』上畫的為靈感來源）。此舉大為走紅，對後來的工作方向產生了偌大的影響。其後轉入Red Company（現在的Red Entertainment），經手美少女遊戲《銀河少女傳說》（銀河お嬢様伝説ユナ）的企畫，展開長期的系列作品，包含遊戲、動畫、CD、廣播演出等，全部的插圖工作都由本人一手包辦。
性格上對版權態度相當嚴謹，在網路上支持者所模仿的圖像稀少也是因為本人直接限制的關係。銀河少女傳說系列結束之後，也著手了漫畫的原作。其後在Red Entertainment經手櫻花大戰系列的機械設計。在業界中，和カトキハジメ與麻宮騎亞等人交情深厚。

### 人物簡歷
自稱女高中生機械設計師，在Model Graphix雜誌專欄長期扮演女性身分；在Nakayoshi雜誌則是以「最愛吃鮪魚腹肉的美加」為介紹文；於廣播節目時雖然自稱大小姐作家，但是超低沉的嗓音遭到吐槽，在第一回的播放就早早放棄不男不女的演技。本人是十分普通的成人男性，有著符合男性的外表與略瘦的容貌。
關於MS少女，曾經被出淵裕「做這種工作將來會後悔喔」，以及GUNDAM原作者的富野由悠季「太丟人了快停止！」唸過很多次，但回顧後來的走紅，也算是對經歷的加分。公司的自己房間內被大量的各種遊戲機與遊戲軟體所掩埋，是個濃厚的「御宅族部屋」（雖然不能否定職業上有研究需求的說法），在私底下也曾經為藤島康介代為製作過美少女模型。似乎是位狂熱的Sony愛好者，可能是因為自身所設計的（此為先發）和後來的多羅相當像似而非常喜愛，插畫中經常附有類似多羅（ミルキー）的角色。
以雷朋的太陽眼鏡為個人註冊商標，在初代《銀河少女傳說》製作當時，因為中意哈德森的監製隨身配戴的雷朋眼鏡而開始愛用。此外當時工作討論不順利的明貴，不小心對當時發售遊戲的話題聊得熱絡，沉溺在遊戲沒有工作的事情因此東窗事發。

## 主要作品

### 機械設計
- 變形金剛G1合體戰士霹靂星玩具及動畫機械設計師都是明貴美加設計。[1]
- 機動戰士GUNDAM 0083GUNDAM GP04G(原作中GP04G只是設定上提及名稱的機體，明貴美加在「假設GP04G未有改修成加貝拉」的基礎上，在模型雜誌中發佈的追加設計。因為設計大受歡迎，成為官方認可的MSV機體。)
- 鋼彈前哨戰GUNDAM MK-V(最後在月面被S鋼彈擊破被新吉翁回收改成飆狼登場於ZZ)、京密煞、G-Fortress PART A
- 櫻花大戰3（首席機械設計）
- 櫻花大戰4（首席機械設計）
- 櫻花大戰V（首席機械設計）
- 約會大作戰（AST裝備設計）
- 約會大作戰劇場版（AST裝備設計）

### 插畫提供
- 月刊OUT（雜誌）
- デュアルマガジン（雜誌）
- 超音速のMS少女（連載時タイトルは「帰ってきたMS少女」等）（雜誌連載・書籍）
- SDガンダム（CDインストラクション）
- 甲竜伝説ヴィルガスト
- サイバーコミック（アンソロジーコミック表紙）
- お嬢様通信（雜誌連載・書籍）
- GUNDAM FIXギャルーション（雜誌連載）
- MEGU（雜誌連載）
- 電撃PCエンジン→Gsエンジン→Gsマガジン（雜誌連載）
- Let`sナデシコ（アンソロジーコミック）
- サクラ大戦 蒸気工廠（ムック）
- サクラ大戦V 蒸気工廠USA（ムック）

### 獨自活動
- ホワイトリング（Figure）人物設計

和海洋堂所屬原型師ボーメ合作。
- アグレッシブガール（Figure）人物設計

和因為MS少女而成為明貴美加支持者的原型師みすまる☆ましい合作。
- 硬質少女有限公司（Figure+同人誌）原作・人物設計

同人誌和美少女Figure結合在一起的原創企畫。
- HMX M.A・Collection（同人誌）未發表插畫集

以To Heart為主的畫集。